# For You (Liam Payne & Rita Ora)
For You is een nummer van de Britse zanger Liam Payne en de Britse zangeres Rita Ora uit 2018. Het nummer staat op de soundtrack van de film Fifty Shades Freed.
In het Verenigd Koninkrijk haalde het de 8e positie. In de Nederlandse Top 40 bereikte het de 21e positie, in de Vlaamse Ultratop 50 de 17e.